# Makoto Fukoin
Makoto Fukoin (普光院 誠 Fukoin Makoto?, nacido el 20 de mayo de 1993 en Fukuoka) es un futbolista japonés que se desempeña como centrocampista.

## Trayectoria

### Clubes
| Club              | País  | Año             |
| ----------------- | ----- | --------------- |
| SC Sagamihara     | Japón | 2016 - 2017     |
| Azul Claro Numazu | Japón | 2018 - 2020     |
| Blaublitz Akita   | Japón | 2021 - 2022     |
| Gainare Tottori   | Japón | 2023 - presente |

## Estadística de carrera

### J. League
| Club          | Año   | J. League | J. League | Copa J. League | Copa J. League | Total | Total |
| Club          | Año   | Part.     | Goles     | Part.          | Goles          | Part. | Goles |
| ------------- | ----- | --------- | --------- | -------------- | -------------- | ----- | ----- |
| SC Sagamihara | 2016  | 25        | 1         | -              | -              | 25    | 1     |
| SC Sagamihara | 2017  | 27        | 3         | -              | -              | 27    | 3     |
| Total         | Total | 52        | 4         | 0              | 0              | 52    | 4     |